# Ніко Ельведі
Ніко Ельведі (нім. Nico Elvedi, нар. 30 вересня 1996, Цюрих) — швейцарський футболіст, захисник клубу «Боруссія» (Менхенгладбах) і національної збірної Швейцарії.

## Клубна кар'єра
Народився 30 вересня 1996 року в Цюриху.
У дорослому футболі дебютував 2014 року виступами за команду клубу «Цюрих», в якій провів один сезон, взявши участь у 18 матчах чемпіонату. 
До складу клубу «Боруссія» (Менхенгладбах) приєднався 2015 року. У своєму першому сезоні в Німеччині відіграв за менхенгладбаський клуб 21 матч в національному чемпіонаті. Згодом ігровий час швейцарця поступово збільшувався, в сезоні 2017/18 вже провів 36 матчів в усіх турнірах (33 в чемпіонаті) і забив свої перші голи у Німеччині.

## Виступи за збірні
У 2012 році дебютував у складі юнацької збірної Швейцарії, взяв участь у 31 іграх на юнацькому рівні, відзначившись 2 забитими голами.
У 2016 році дебютував в офіційних матчах у складі національної збірної Швейцарії. У травні того ж року 19-річний гравець був включений до заявки національної команди для участі у фінальній частині чемпіонату Європи у Франції. У матчах тієї континентальної першості участі не брав.
2018 року був включений до заявки збірної Швейцарії для участі у тогорічному чемпіонаті світу в Росії, щоправда знову як резервний гравець.
| Дата       | Місто            | Господарі | Результат | Гості     | Турнір            | Голи | Примітки |
| ---------- | ---------------- | --------- | --------- | --------- | ----------------- | ---- | -------- |
| 28-5-2016  | Женева           | Швейцарія | 1 – 2     | Бельгія   | товариський матч  | -    | 46'      |
| 7-10-2016  | Будапешт         | Угорщина  | 2 – 3     | Швейцарія | Відбір до ЧС 2018 | -    |          |
| 10-10-2016 | Андорра-ла-Велья | Андорра   | 1 – 2     | Швейцарія | Відбір до ЧС 2018 | -    | 46'      |
| 1-6-2017   | Невшатель        | Швейцарія | 1 – 0     | Білорусь  | товариський матч  | -    | 46'      |
| 27-3-2018  | Базель           | Швейцарія | 6 – 0     | Панама    | товариський матч  | -    |          |
| 8-6-2018   | Лугано           | Швейцарія | 2 – 0     | Японія    | товариський матч  | -    | 46'      |
| Усього     |                  | Матчів    | 6         |           | Голів             | 0    |          |